# Kepler-154b
Kepler-154b es un planeta extrasolar que forma parte de un sistema planetario formado por al menos Orbita la estrella denominada Kepler-154. Fue descubierto en el año 2014 por la sonda Kepler por medio de tránsito astronómico.